# Kursi (Kuusalu)
Kursi – wieś w Estonii, w prowincji Harju, w gminie Kuusalu.